# Мерешко Єлизавета Данилівна
Єлизавета Данилівна Мерешко (нар. 8 липня 1992, Херсон, Україна) — українська плавчиня, багаторазова чемпіонка та призерка Паралімпійських ігор 2016 та 2020 років. Майстер спорту України міжнародного класу. Багаторазова чемпіонка світу та Європи.

## Біографія
У 2003 році, у віці одинадцяти років, мама вперше привела Єлизавету в місцевий басейн. Там її під опіку взяла тренер Стелла Бенедик, яка стала найвпливовішою людиною у її спортивному житті. Вона розгледіла потенціал у дівчинці, а пізніше так прокоментувала роботу з нею: 
|  | Уже через рік після початку занять з Лізою я зрозуміла, що вона дуже талановита дитина, до чого мені не вірив ніхто, навіть її мама. Але я була права. |

Переломним у житті спортсменки став 2014 рік. Вона тріумфально дебютувала на дорослому чемпіонаті Європи у Ейндговені, вигравши шість медалей, чотири з яких були золотими. Цей момент Єлизавета згатує так: 
|  | До Ейндговена якогось такого відчуття, що я чогось досягла в спорті, не було. Зазвичай коли після змагань приїжджала, то все було просто, буденно, а тут все так зустрічали, чекали, що навіть страшно було. |

Наступного року поїхала на чемпіонат світу, де виграла шість медалей, стала чотириразовою чемпіонкою світу та встановила два світові рекорди. У 2016 році перед Паралімпійськими іграми відбувся чемпіонат Європи, де Єлизавета виграла чотири золоті, дві срібні та одну бронзову медаль. Ставлення до перемог українських паралімпійців в одному із інтерв'ю вона прокоментувала наступним чином: 
|  | У мене є конкурентка з Британії. Коли вона виграла Паралімпіаду, її фото висіли на всіх білбордах, сітілайтах. Вона стала національною гордістю. У нас про те, що паралімпійці завойовують високі нагороди, майже ніхто не знає. Ти захищаєш честь країни, а твої сусіди навіть не знають, хто ти. Це стосується переважної більшості спортсменів. Для того, щоб це змінити, як раз і повинна бути спортивна політика. |

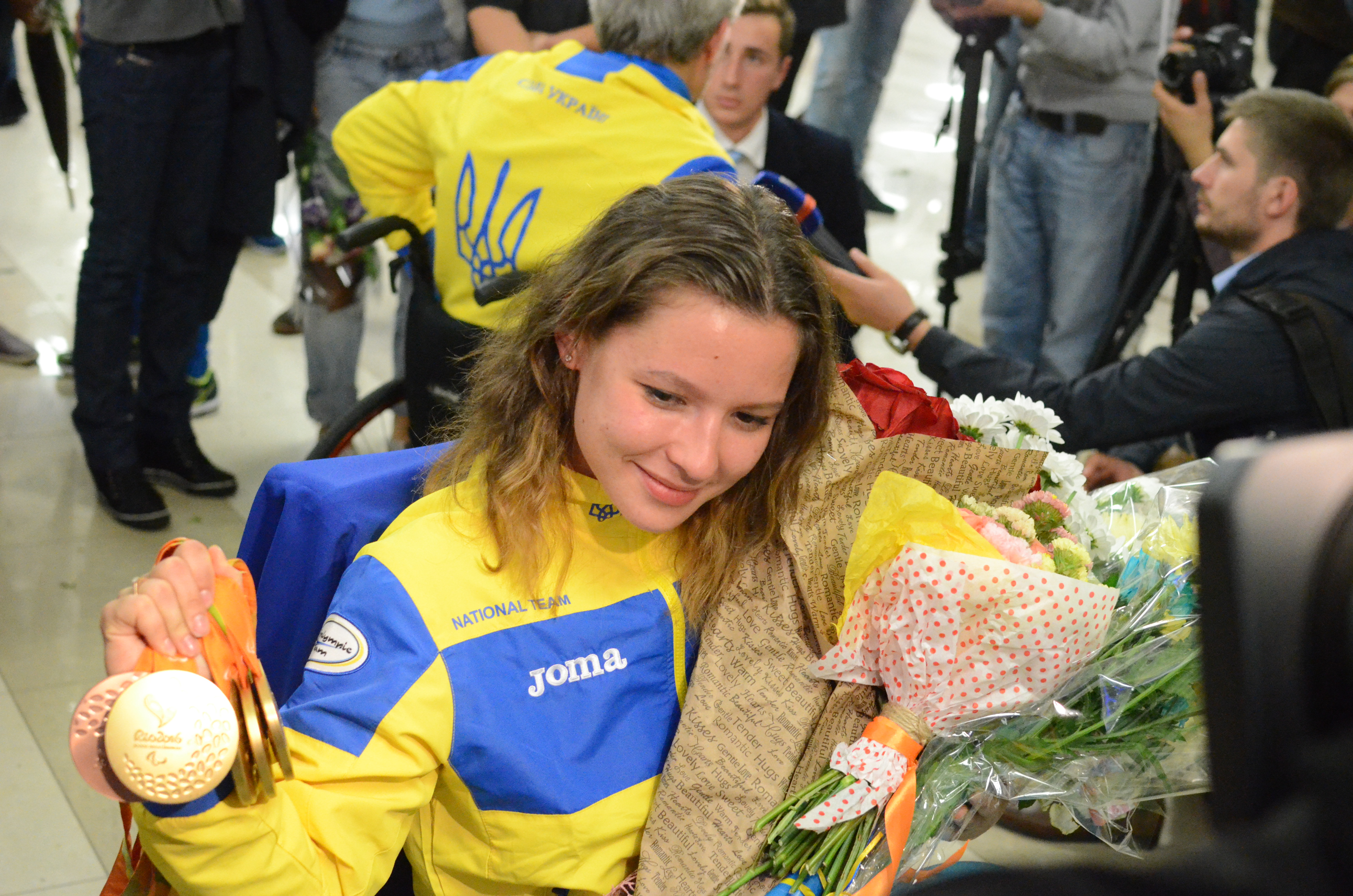
Єлизавета у Борисполі після повернення з літніх Паралімпійських ігор 2016 року в Ріо-де-Жанейро

На Паралімпійських іграх у Ріо-де-Жанейро Єлизавета підтвердила свій високий клас, ставши чотириразовою чемпіонкою змагань в особистих запливах. Також вона виграла бронзову медаль в естафеті. Свої враження від змагань вона прокоментувала так: 
|  | Ще немає повного усвідомлення, що сталась така грандіозна подія. Я йшла до цієї мрії 12 довгих і важких років. Враження найкращі! У Ріо прекрасний басейн і паралімпійське селище. Церемонія закриття вразила: чудовий організували концерт, правда, сильний дощ і пориви вітру трохи налякали. Не дуже приємно в такі моменти без даху над головою. Сподіваюсь, успіх збірної вплине на стан спорту в країні. У Херсоні протягом уже багатьох років немає нормального басейну. Тільки останні три роки я тренуюся в приватному клубі, який надає єдиний 25-метровий басейн в місті. Моя тренер, Елла Бенедик, постаралася зробити все для того, щоб я могла туди потрапити. Умови там дуже хороші. |

Чемпіонат Європи 2018 року відбувся у Дубліні. Ці змагання стали найуспішнішими у кар'єрі спортсменки. Здобувши вісім медалей з яких п'ять золотих та три срібні, Єлизавета стала найтитулованішою плавчинею цих змагань.
У 2019 році відбувся чемпіонат світу в Лондоні, де Єлизавета виграла шість медалей. перемогу вона здобула на дистанції 50 метрів вільним стилем та 100 метрів брасом, срібні нагороди на дистанціях — 100 та 400 метрів вільним стилем, 200 метрів комплексом, а бронзову медаль в естафеті 4x50 комплексом.
Єлизавета Мерешко разом із Віктором Смирновим була обрана прапороносцем збірної України на Паралімпійських іграх в Токіо. 25 серпня 2021 року вона виграла золото Паралімпіади в Токіо на дистанції 50 метрів вільним стилем, встановивши новий паралімпійський рекорд. Наступного дня Мерешко виборола срібло у запливі на 200 метрів комплексним стилем. 28 серпня виграла свою другу золоту медаль змагань, ставши найкращою у плаванні брасом на дистанції 100 метрів. 31 серпня українка виграла бронзову медаль у плаванні вільним стилем на дистанції 100 метрів, встановивши новий світовий рекорд для спортсменів класу S6. 2 вересня відбувся фінальний заплив на дистанції 400 метрів вільним стилем, де українка поступилася лише спортсменці з Китаю. Загалом Єлизавета виграла п'ять медалей, взявши участь у запливах на шести дистанціях. Єдина дистанція, яка не підкорилася українці — 100 метрів на спині, де вона посіла шосте місце.
Займається плаванням у Херсонському регіональному центрі з фізичної культури і спорту інвалідів «Інваспорт».

## Державні нагороди та відзнаки
- Орден «За заслуги» II ст. (16 вересня 2021) — за  значний особистий внесок у розвиток паралімпійського руху, досягнення високих спортивних результатів на XVI літніх Паралімпійських іграх у місті Токіо (Японія), виявлені самовідданість та волю до перемоги, утвердження міжнародного авторитету України[8]
- Орден «За заслуги» III ст. (4 жовтня 2016) — за досягнення високих спортивних результатів на XV літніх Паралімпійських іграх 2016 року в місті Ріо-де-Жанейро (Федеративна Республіка Бразилія), виявлені мужність, самовідданість та волю до перемоги, утвердження міжнародного авторитету України[9]
- 2016 — лауреатка Всеукраїнської премії «Жінка III тисячоліття» в номінації «Рейтинг».